# بیمارستان کابانیاس
بیمارستان کابانیاس (به اسپانیایی: Hospicio Cabañas) واقع در مکزیک یکی از ساختمان‌های ثبت‌شده در میراث جهانی یونسکو می‌باشد. ارتفاع آن ۳۲٫۵ متر (۱۰۷ فوت)، تعداد طبقاتش ۱ است.